# Kurukkupatti
Kurukkupatti es una ciudad censal situada en el distrito de Salem en el estado de Tamil Nadu (India). Su población es de 5037 habitantes (2011). Se encuentra a 20 km de Salem y a 51 km de Erode.

## Demografía
Según el censo de 2011 la población de Kurukkupatti era de 5037 habitantes, de los cuales 2612 eran hombres y 2425 eran mujeres. Kurukkupatti tiene una tasa media de alfabetización del 74,16%, inferior a la media estatal del 80,09%: la alfabetización masculina es del 80,19%, y la alfabetización femenina del 67,71%.